# Иоанн (Крестьянкин)
Архимандри́т Иоа́нн (в миру Ива́н Миха́йлович Крестья́нкин; 11 апреля 1910, Орёл — 5 февраля 2006, Псково-Печерский монастырь) — священнослужитель Русской православной церкви, архимандрит. Около сорока лет был насельником Свято-Успенского Псково-Печерского монастыря. Один из наиболее почитаемых старцев Русской православной церкви в конце XX — начале XXI века.

## Биография

### Детство
Был восьмым и последним ребёнком в семье орловских мещан Михаила Дмитриевича и Елисаветы Иларионовны Крестьянкиных. С детства прислуживал в храме, был послушником у известного Орловского архиепископа Серафима (Остроумова) (будущего священномученика, причисленного к лику святых в 2001 г.). Уже в возрасте шести лет был пономарём, затем исполнял обязанности иподиакона. В двенадцать лет впервые высказал желание быть монахом. В жизнеописании старца эта история описана следующим образом:

Елецкий епископ Николай (Никольский) прощался с богомольцами, уезжая на новое место службы. Прощание близилось к концу, и иподиакону Иоанну тоже хотелось получить от архиерея напутствие в жизнь. Он стоял рядом с ним и осмелился прикоснуться к его руке, чтобы обратить на себя внимание. Владыка наклонился к мальчику (тот был небольшого росточка) с вопросом: «А тебя на что благословить?» И Ваня в волнении произнёс: «Я хочу быть монахом». Положив руку на голову мальчика, епископ помолчал, вглядываясь в его будущее. И серьёзно сказал: «Сначала окончишь школу, поработаешь, потом примешь сан и послужишь, а в своё время непременно будешь монахом». Всё в жизни определилось. Благословение архиерея Николая (Никольского), исповедника и мученика, начертало образ жизни Ивана Крестьянкина во всей полноте.

Позднее это благословение подтвердил орловский архиерей Серафим (Остроумов).

### На гражданской работе
В 1929 году Иван Крестьянкин окончил среднюю школу, а затем получил профессиональное образование на бухгалтерских курсах. Работал по специальности в Орле, однако частая «авральная» сверхурочная работа мешала ему посещать церковь, а когда он воспротивился таким порядкам, то сразу же был уволен. Некоторое время был безработным, а в 1932 году переехал в Москву, где стал главным бухгалтером на небольшом предприятии — эта работа не мешала ему посещать богослужения. Участвовал во встречах православных молодых людей, на которых обсуждались вопросы церковной жизни.

### Московский священник
В 1944 году стал псаломщиком в московском храме Рождества Христова в Измайлове. С 14 января 1945 года — диакон, рукоположён в безбрачном состоянии митрополитом Николаем (Ярушевичем). В октябре 1945 года экстерном сдал экзамены за курс духовной семинарии, и 25 октября 1945 года Патриарх Алексий I рукоположил его во иерея. Продолжал служить на приходе в Измайлове, где много проповедовал. Прихожане любили его. Однако иерей находился на плохом счету у органов советской власти, в том числе из-за нежелания сотрудничать с ними. В его жизнеописании говорится, что от молодого священника потребовали «уступок невозможных», и «когда обстановка вокруг него накалилась особенно», он обратился за советом к Патриарху Алексию I, который морально его поддержал. Позднее отец Иоанн вспоминал:

Святейший Патриарх Алексий I на мой вопрос, как поступать, когда внешние и внутренние смутьяны требуют хождения вослед их, ответил: — Дорогой батюшка! Что дал я вам, когда рукополагал? — Служебник. — Так вот. Всё, что там написано, исполняйте, а всё, что затем находит, терпите.

В 1946 году Иоанн был ризничим в возрождённой Троице-Сергиевой лавре, но через полгода продолжил служение в измайловском храме. Одновременно учился на заочном секторе Московской духовной академии, писал кандидатскую работу на тему «Преподобный Серафим Саровский чудотворец и его значение для русской религиозно-нравственной жизни того времени». Однако незадолго до защиты, в апреле 1950 года он был арестован по доносу собрата-священника, с которым множество раз совершал Божественную литургию.

### Тюрьма и лагерь
Четыре месяца находился в предварительном заключении на Лубянке и в Лефортовской тюрьме, а с августа содержался в Бутырской тюрьме, в камере с уголовными преступниками. 8 октября 1950 года был осуждён по статье 58-10 Уголовного кодекса («антисоветская агитация») на семь лет. Был отправлен в Архангельскую область, в Каргопольлаг, на разъезд Чёрная Речка, ОЛП № 16. По воспоминаниям одного из бывших товарищей по лагерному заключению, Владимира Кабо: 

Я помню, как он шёл своей лёгкой стремительной походкой — не шёл, а летел — по деревянным мосткам в наш барак, в своей аккуратной чёрной куртке, застёгнутой на все пуговицы. У него были длинные чёрные волосы — заключённых стригли наголо, но администрация разрешила ему их оставить, — была борода, и в волосах кое-где блестела начинающаяся седина. Его бледное тонкое лицо было устремлено куда-то вперёд и вверх. Особенно поразили меня его сверкающие глаза — глаза пророка. Но, когда он говорил с вами, его глаза, всё его лицо излучали любовь и доброту. И в том, что он говорил, были внимание и участие, могло прозвучать и отеческое наставление, скрашенное мягким юмором. Он любил шутку, и в его манерах было что-то от старого русского интеллигента.

Первоначально работал на лесоповале, потом — в бухгалтерии лагерного пункта. Весной 1953 года по неизвестным причинам, по официальной версии — по состоянию здоровья,— был переведён в инвалидное отдельное лагерное подразделение под Куйбышевом — Гаврилову Поляну. 15 февраля 1955 года досрочно освобождён, но не реабилитирован в отличие от многих других политических заключённых. Реабилитация состоялась только в 1989 году.

### Служение в Псковской и Рязанской епархиях
После освобождения служил в Псковской епархии (в Москве ему запрещено было жить как бывшему лагерному заключённому), состоял в причте псковского Троицкого собора. Активность недавно вышедшего из заключения священника вызвала недовольство властей, ему вновь угрожало уголовное преследование. Тогда в 1957 году он был вынужден покинуть Псков и продолжить служение на сельском приходе Рязанской епархии. Первоначально был вторым священником в Троицком храме села Троица-Пеленица, с декабря 1959 года — церкви Космы и Дамиана в селе Летово, с июня 1962 года — настоятелем Воскресенского храма в селе Борец, затем — Никольского храма в селе Некрасовка. С весны 1966 года был настоятелем Никольского храма в городе Касимове. 10 июня 1966 года он принял монашество с именем Иоанн. Постриг совершил Глинский старец схиигумен (впоследствии — схиархимандрит) Серафим (Романцов), служивший после разгрома Глинской пустыни в городе Сухуми. Ныне отец Серафим причислен к лику святых.

В то время — конца 50-х годов, когда советская власть насильственно закрывала многочисленные храмы, отец Иоанн Крестьянкин писал: «Не лишим себя храма, когда можем, но и с собою носить его поучимся: сердцем упражняйся в незлобии, телом — в чистоте, то и другое сделает тебя храмом Божиим».

Многочисленные переводы о. Иоанна с одного прихода на другой были связаны с влиянием властей, которым не нравился активный священник, не только прекрасно проповедовавший, но и занимавшийся хозяйственным обустройством храмов, в которых служил. В 1967 году Патриарх Алексий I подписал указ о его переводе на служение в Свято-Успенский Псково-Печерский монастырь. Вернувшись в епархию, он узнал, что, пока находился в Москве на приёме у Патриарха, было принято решение перевести его из Касимова на другой приход (уже шестой за 10 лет), но это решение было отменено из-за его ухода в монастырь.

### Старец
С 1967 года до своей кончины жил в Псково-Печерском монастыре. С 1970 года — игумен, с 1973 года — архимандрит. Уже спустя год после того, как о. Иоанн поселился в обители, к нему стали приезжать верующие со всех концов страны — за советом и благословением. Посещали архимандрита и православные люди из-за границы. Верующие считали его старцем и почитали за высокую духовность. В его биографии приводится описание типичного дня о. Иоанна:

Сразу по окончании Литургии начинался приём. В алтаре решались вопросы с приезжим духовенством, на клиросе ждали своей череды присные, приехавшие с батюшками, в храме ожидали местные прихожане и приезжие паломники. Батюшка выходил из храма в окружении множества людей, когда время подходило к обеду. Но и на улице подбегали запоздалые вопрошатели и любопытные, чьё внимание привлекала собравшаяся толпа. И любопытные, полюбопытствовав, обретали в центре толпы сначала внимательного слушателя, а в будущем — и духовного отца… Добравшись до своей келии только со звоном колокола к обеду, он буквально сбрасывал клобук с мантией и убегал. После обеда путь от трапезной до келии длился не менее часа, и опять в толпе. В келии его уже ждали посетители, на вечер же назначался приём отъезжающих в этот день. И так ежедневно. Не день, не месяц, а из года в год, пока Господь давал силы. В своей феноменальной памяти батюшка долго-долго хранил имена тех, кто к нему обращался, и обо всех молился.

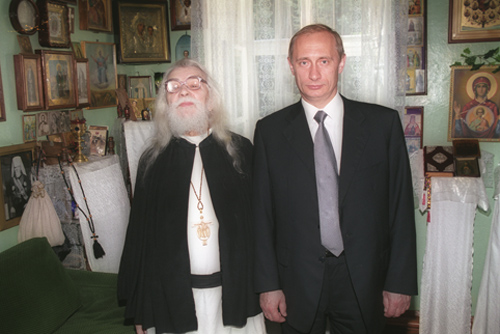
о. Иоанн и Владимир Путин, 2000 год

Уже будучи очень пожилым человеком, архимандрит Иоанн не мог принимать всех верующих, желавших получить духовную помощь от старца, но до самого последнего времени он отвечал на письма множества людей со всех концов мира. Часть из них были опубликованы — вышло несколько изданий «Писем архимандрита Иоанна (Крестьянкина)». Среди православных верующих получили широкую известность публикации его проповедей и другие книги, в том числе «Опыт построения исповеди». Основой для этого труда послужили беседы архимандрита Иоанна, которые проводились в семидесятые годы XX века в Псково-Печерском монастыре на первой седмице Великого поста, после чтения покаянного канона Андрея Критского.
Сам архимандрит Иоанн очень не любил, когда его называли старцем. Однажды сказал верующим:

Не надо путать старца и старика. И старички есть разные, кому 80 лет, кому 70, как мне, кому 60, есть старики и молодые. Но старцы — это Божие благословение людям. И у нас нет старцев больше. Бегает по монастырю старик, а мы — за ним. И время ныне такое: «Двуногих тварей миллионы, мы все глядим в Наполеоны». А нам надо усвоить, что все мы есть существенная ненужность и никому, кроме Бога, не нужны. Он пришёл и страдал за нас, за меня, за тебя. А мы ищем виноватых: евреи виноваты, правительство виновато, наместник виноват. «Примите, ядите, сие есть Тело Мое» — из-за меня Он был распят. «Пийте — сия есть Кровь Моя» — из-за меня Он её пролил. И я во всём участник. Зовёт, зовёт нас Господь к покаянию, восчувствовать меру своей вины в нестроениях жизни.

В 2001 году выступил против кампании по отказу от принятия ИНН, проходившей в церковных и околоцерковных кругах. Участники кампании обосновывали свою позицию, в частности, тем, что людям вместо их христианского имени присваивается номер. В своём обращении к верующим архимандрит Иоанн писал:

Дорогие мои, как мы поддались панике — потерять своё христианское имя, заменив его номером? Но разве это может случиться в очах Божиих? Разве у Чаши жизни кто-то забудет себя и своего небесного покровителя, данного в момент крещения? И не вспомним ли мы всех тех священнослужителей, мирян-христиан, которые на долгий период жизни должны были забыть свои имена, фамилии — их заменил номер— и тех, которые ушли в вечность с номером? А Бог принял их в Свои Отеческие объятия как священномучеников и мучеников, и белые победные ризы сокрыли под собой арестантские бушлаты. Не было имени, но Бог был рядом, и Его водительство вело верующего заключённого сквозь сень смертную каждый день. У Господа нет понятия о человеке как о номере, номер нужен только современной вычислительной технике, для Господа же нет ничего дороже живой человеческой души, ради которой Он послал Сына Своего Единородного Христа-Спасителя. И Спаситель вошёл в мир с переписью населения.

В 2005 году к 95-летию со дня рождения архимандрит Иоанн был награждён церковным орденом преподобного Серафима Саровского I степени. В последний год жизни тяжело болел. Скончался в возрасте 95 лет в день празднования Собора новомучеников и исповедников Церкви Русской. Похоронен старец, как и другие печерские монахи, в пещерах Свято-Успенского Псково-Печерского монастыря.
Иоанн Крестьянин был противником усыновления детей: «дети, появившиеся в семьях вопреки воле Божией, становились для родителей бичом на всю оставшуюся жизнь… Поэтому я бы не советовал вам брать ребенка из детского дома… что о чужом скажем? О чужом, который принесет в вашу семью грехи, и какие грехи? — своих родителей и своего рода».

## Память

Памятник Иоанну на территории Николо-Песковского храма в Орле

Отец Иоанн Крестьянкин широко почитается верующими как проповедник и всероссийский старец, говорится о перспективе его будущей канонизации. В книге «Несвятые святые» и другие рассказы Тихон (Шевкунов) приводит многие случаи прозорливости архимандрита Иоанна.
Митрополит Псковский и Порховский Тихон (Шевкунов) 7 февраля 2021 года объявил о сборе свидетельств для прославления в лике святых архимандрита Иоанна (Крестьянкина). Об этом он заявил в проповеди в праздник Собора новомучеников и исповедников Церкви Русской.
Сбор свидетельств осуществляется на сайте, специально созданном для сохранения памяти о старце.
10 июня 2021 года, в праздник Вознесения Господня, на территории Николо-Песковского храма в Орле, где в детстве будущий архимандрит служил алтарником и пономарём, был открыт первый в России памятник отцу Иоанну (скульптор Сергей Полегаев). Чин освящения совершил митрополит Орловский и Болховский Тихон (Доровских). Памятник изготовлен известным по одному из прижизненных снимков архимандрита Иоанна.

## Публикации
журнальные публикации
- В Неделю 2-ю Великого поста // Журнал Московской Патриархии. 1986. — № 2. — C. 42-43.
- Десять заповедей блаженства // Санкт-Петербургские епархиальные ведомости. 1990. — № 3-4. — С. 80-89
- Десять заповедей блаженства // Санкт-Петербургские епархиальные ведомости. 1990. — № 5. — С. 58-67
- Проповедь в день празднования преподобного Серафима, Саровского чудотворца // Христианос: альманах. 1991. — № 1 — С. 95-103.
- Воспоминание о схиархимандрите Косьме // Христианос: альманах. 1991. — № 1. — С. 108—110
- Segen der kleinen Tat — «Wer im Geringsten treu ist, ist auch im Großen treu» // Stimme der Orthodoxie. 1993. — № 4. — С. 30-31
- Слово в день празднования памяти св. ап. Иоанна Богослова и св. патриарха Тихона // Санкт-Петербургские епархиальные ведомости. 1993. — № 11. — С. 18-20
- О вере Православной и Церкви // Санкт-Петербургские епархиальные ведомости. 1993. — № 11. — С. 62-64
- Прииди и виждь и научись спасению верой // Журнал Московской Патриархии. 1994. — №. 3. — С. 40-44.
- Слово в Неделю Торжества Православия // Журнал Московской Патриархии. 1994. — №. 3. — С. 44-45.
- Слово в Неделю 4-ю Великого поста (к перенесению святых мощей Святейшего Патриарха Тихона) // Журнал Московской Патриархии. 1994. — №. 4. — С. 14-17.
- «Господи, имя Тебе — Сила, подкрепи же всех нас, изнемогающих и падающих» // Журнал Московской Патриархии. 1994. — №. 4. — С. 18-21.
- О памяти смертной // Журнал Московской Патриархии. 1994. — №. 9-10. — С. 23-26.
- В Неделю о Страшном Суде. Есть ли адские муки? // Надежда: издание общины святых преподобномучениц Елизаветы и Варвары [Берлин]. — 2000. — Выпуск 6 — С. 8-10
- Бойтесь разделения в Церкви // Журнал Московской Патриархии. 2001. — №. 3. — С. 78-82.
- О святом праведном отце Иоанне Кронштадтском // По страницам книги «Моя жизнь во Христе» святого праведного Иоанна Кронштадтского: избранные места, систематически расположенные. — М. : Издательство Московского подворья Свято-Троицкой Сергиевой Лавры : Русская миссия, 2004. — С. 173—194
- Слово в день праздника Покрова Божией Матери // Журнал Московской Патриархии. 2005. — №. 10. — С. 82-84.
- Во имя Отца и Сына и Святого Духа // Журнал Московской Патриархии. 2007. — №. 2. — С. 38-39.
- Слово в Неделю 24-ю по Пятидесятнице: на притчу о милосердном самарянине // Журнал Московской Патриархии. 2007. — №. 2. — С. 39-41.
- Слово в Неделю 29-ю по Пятидесятнице: спасение человека совершается только верой и только в Церкви // Журнал Московской Патриархии. 2007. — №. 2. — С. 42-45.
- Размышления о бессмертной душе. Печоры, 20095; Семейная жизнь: (Из писем) // Ещё раз о любви: Беседы о семье. — М., 2009. — С. 165—190;

отдельные издания
- Будь верен в малом: О малом доброделании. — М., 1996
- Как жить, чтобы спастись. — М., 1996
- Мир всем во след Христа грядущим: [Об Иоанне Златоусте]. — М., 1996;
- О воспитании детей. — М., 1996;
- О злых делателях. — М., 1996;
- О памяти смертной. — М., 1996;
- О смертоносном бытии диавола. — М., 1996;
- Россия! Будь такой, какой ты нужна Христу: [О прп. Серафиме Саровском]. — М., 1996;
- Церкви и ереси. — М., 1996;
- Мир вам и благоволение Божие: Рождественские и пасхальные поздравления. — Печоры. 1998;
- Opyt postrojenija ispovedi = Katumuksesta. — Heinävesi, [1998];
- Проповеди. — М., 2003. 2 т.;
- Воспоминание Адамова изгнания: Поучение в Прощеное воскресенье. [Б. м.], 2007;
- Келейная книжица. — Печоры, 2007;
- Прп. Серафим Саровский чудотворец и его значение для рус. религиозно-нравственной жизни того времени. — Печоры, 2008;
- Главное — быть с Богом. — М., 2009;
- Настольная книга для монашествующих и мирян. — М.; Печоры, 2009;
- Неведомому чаду: Деятельные и созерцательные слова (обретенные в переписке). — Печоры, 2009;
- Опыт построения исповеди: Пастырские беседы о покаянии в дни Великого поста. — М.; Печоры, 2009;
- Письма. — Печоры, 2009;
- Проповеди, размышления, поздравления. — М., 2009;
- Чадцам Божиим: (Фрагменты наставлений). Печоры, 2009.
- Достойно горького плача…. — Москва : Изд-во Сретенского монастыря, 2018. — 126 с. — (Записки архимандрита Иоанна (Крестьянкина)). — ISBN 978-5-7533-1463-5. — 10000 экз.
- Письма разных лет / составитель А. Горюнова. — Изд. испр. и доп. — Печоры : Изд-во Псково-Печерского монастыря ; Москва : Вольный странник, 2023. — 590 с. — ISBN 978-5-00178-156-1. — 4000 экз.

## Награды
- Орден святого равноапостольного великого князя Владимира III степени (1978 год)
- Орден преподобного Сергия Радонежского III степени (1980 год)
- Орден святого благоверного князя Даниила Московского II степени (2000 год)
- Орден преподобного Серафима Саровского I степени (2005 год)[12]